# 김이소
김이소(金履素, 1735년 ~ 1798년)는 조선의 문신이다. 자는 백안(伯安), 호는 용암(庸庵), 본관은 안동(安東). 영의정 김창집의 증손이고, 승지 김제겸의 손자이며, 아버지는 부사 김탄행이다. 정조 때 좌의정을 지냈다.

## 생애
1764년(영조 40년) 문과에 급제해서 교리, 헌납, 부교리를 거쳐 정조 즉위 후 정조의 총애로 사간원대사간이 되고, 강원도관찰사로 있다가 사간원대사간으로 복귀하고 이후 우승지를 거쳐 정조의 신임으로 도승지에 특채되고 성균관대사성, 사헌부대사헌을 거쳐 대사헌으로 있을 때 홍국영을 탄핵했으며, 이후 사간원대사간과 성균관대사성을 거쳐 동지경연사를 겸하고 성균관대사성이 되고, 사헌부대사헌을 다시 한 뒤, 대사헌으로 줄곧 있다가 이후 이조참판, 사헌부대사헌을 하며 동지경연사를 겸하고, 한성부판윤으로 승진한 뒤 정조의 신임으로 예조판서가 되고, 사헌부대사헌을 거쳐 다시 이조판서가 된다. 이후 서사관과 지경연사를 겸하다 예조판서가 되고, 세자 좌부빈객과 대사헌을 거쳐 형조판서, 병조판서, 공조판서를 하고 선혜청제조를 겸한 뒤 병조판서, 이조판서, 예조판서를 하다가 평안도관찰사로 외직에 나가 민정을 돌보다가 이후 정조의 신임으로 이조판서, 호조판서, 예조판서, 형조판서를 두루 지내고 의정부우의정이 되는데 정조의 신임으로 우의정, 좌의정까지 지냈고 이후 판중추부사로 물러났다가 이후 영돈녕부사로 물러난다. 시호는 익헌(翼憲)이다.